# Hadena nectaristis
Hadena nectaristis là một loài bướm đêm trong họ Noctuidae.